# サンタ・クローマ・ダ・グラマネート
サンタ・クローマ・ダ・グラマネート（カタルーニャ語: Santa Coloma de Gramenet）は、スペイン・カタルーニャ州バルセロナ県のムニシピ（基礎自治体）。スペイン語では同表記でサンタ・コローマ・デ・グラマネートのように発音する。

## 歴史
新石器時代からの定住地跡が市の周辺で発見されている。イベリア人の一部族ライエタニ族が定住していた。ローマ時代や西ゴート王国時代の人口についてはわずかな情報しかない。ベソス川流域にいくつかの村落があった。おそらく北から海岸へ移住してきた人々が聖コロマ（274年にガリアで殉教したといわれる聖女）の伝承を知り、ロマネスク様式の教会を建てたとされる。この教会は、985年に後ウマイヤ朝のアルマンソールによって破壊された。その後ロマネスク様式で同じ場所に再建された教会については1019年から記録が残っており、7世紀以上教区教会として存続した。この教会を中心に村落が形成されていった。

## 人口
| サンタ・クローマ・ダ・グラマネートの人口推移 1900－2010 |
|                                                         |
| 出典:INE（スペイン国立統計局）1900年 - 1991年、1996年 - |

## 交通
サンタ・クローマ・ダ・グラマネートとバルセロナを隔てるバゾス川には、4本の橋が架かっている。
バルセロナ地下鉄1号線と9号線の駅がある。

## 姉妹都市
- キルマーノック、イギリス
- ウエルマ、スペイン
- カブラ、スペイン
- アレス、フランス
- ビジャ・エル・サルバドール、ペルー
- ハラパ、ニカラグア
- アバーナ・デル・エステ、キューバ
- コゴレート、イタリア

## 出身人物
- ラウール・タムード - サッカー選手
- アルベルト・デ・ラ・ベジャ - サッカー選手
- ハビ・ロドリゲス - フットサル選手
- ガブリエル・ルフィアン - 政治家